# Beltinci
Beltinci är en kommun belägen i nordöstra Slovenien. Den ligger cirka 50 kilometer öster om staden Maribor. Åt öster ligger Ungern och åt söder ligger Kroatien.

## Bilder

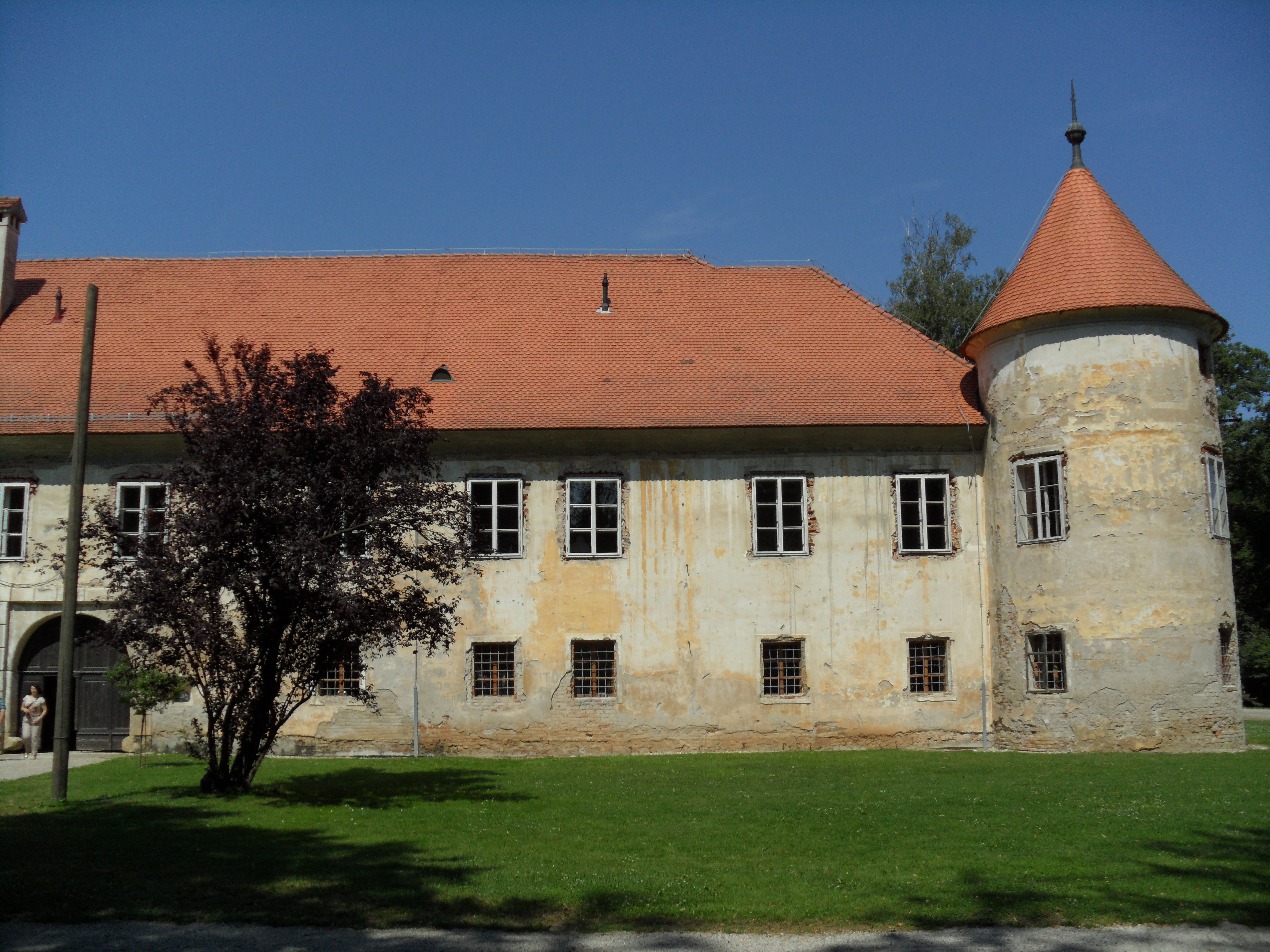
Slottet
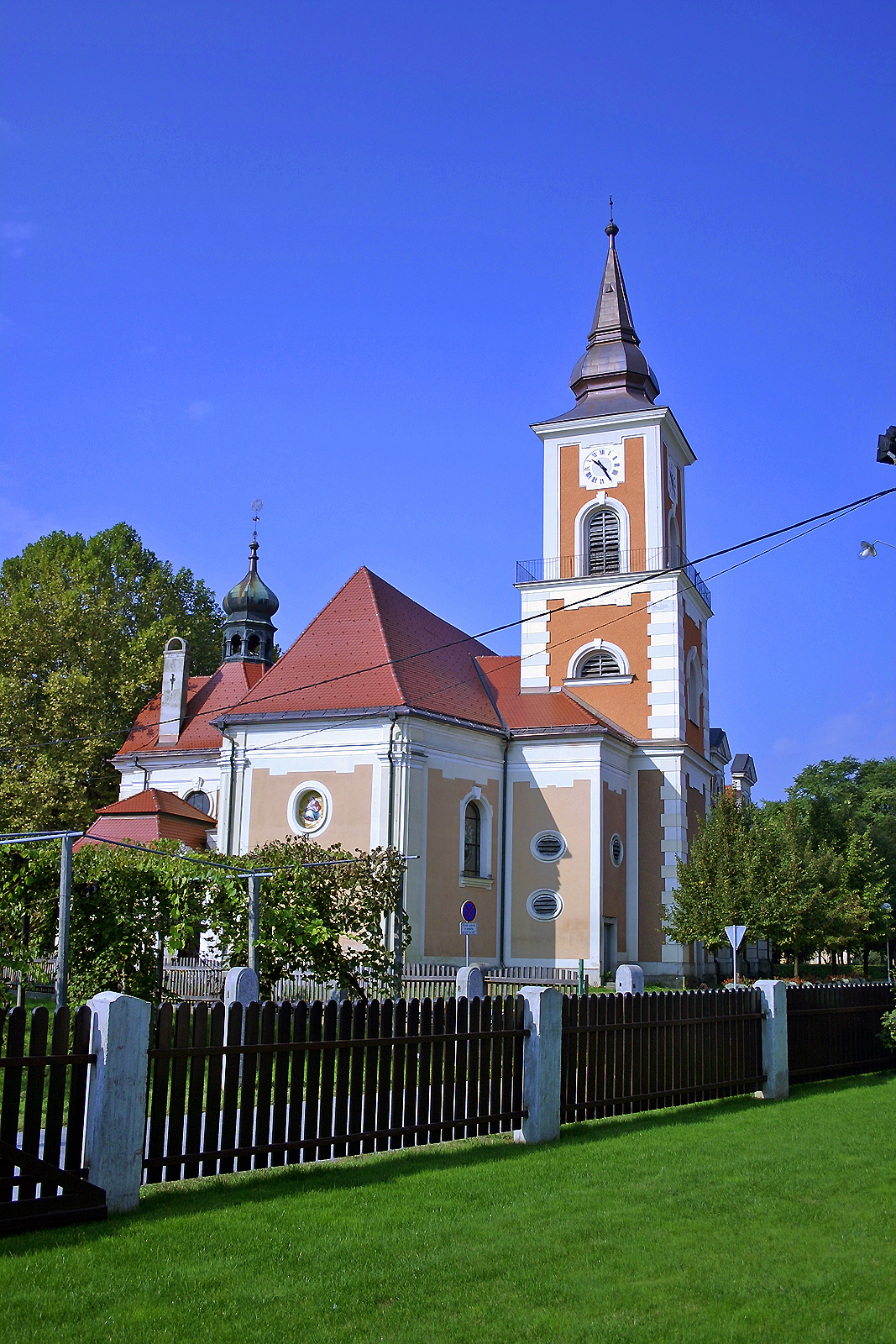
Sankt Ladislaus kyrka
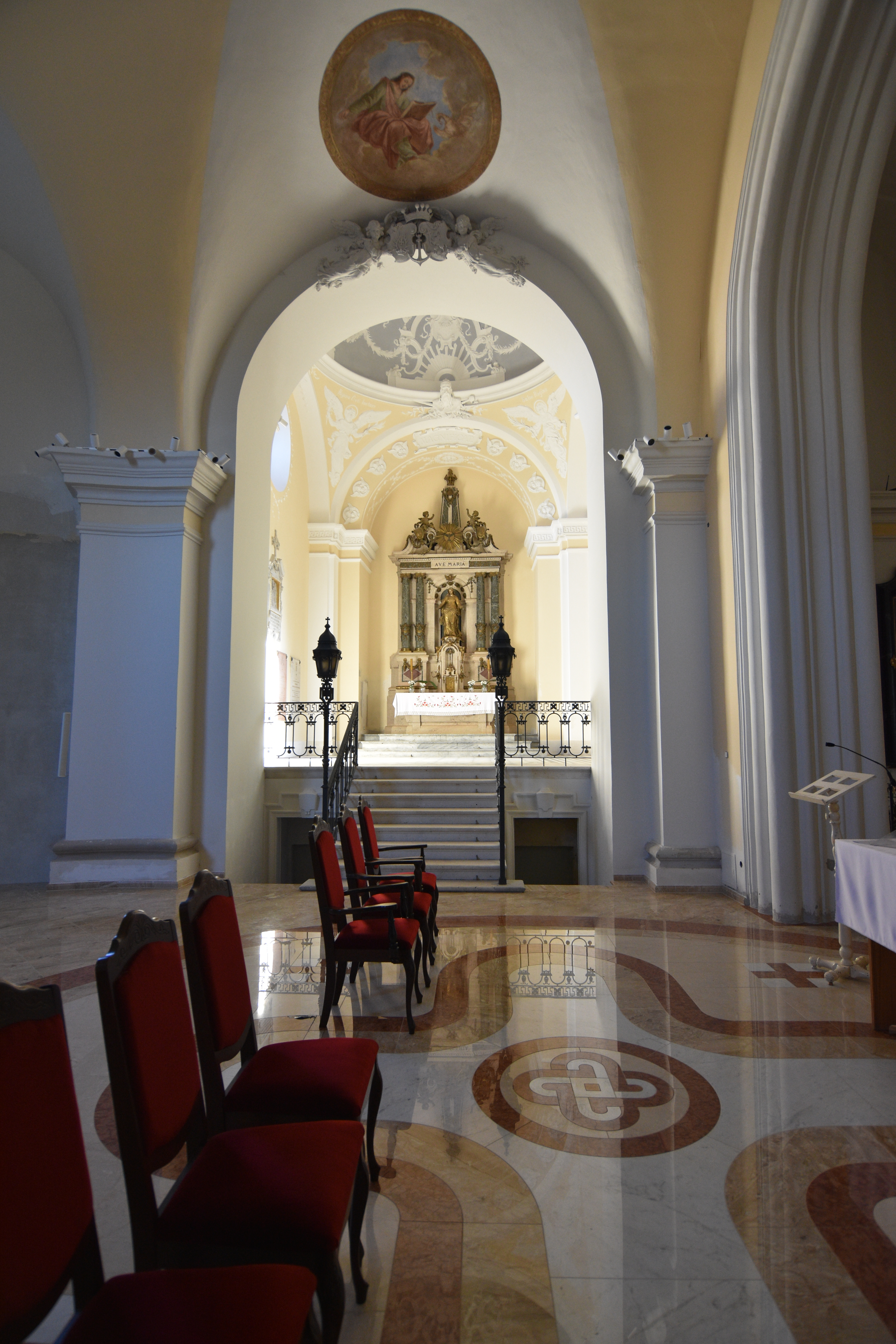
Kyrkorum
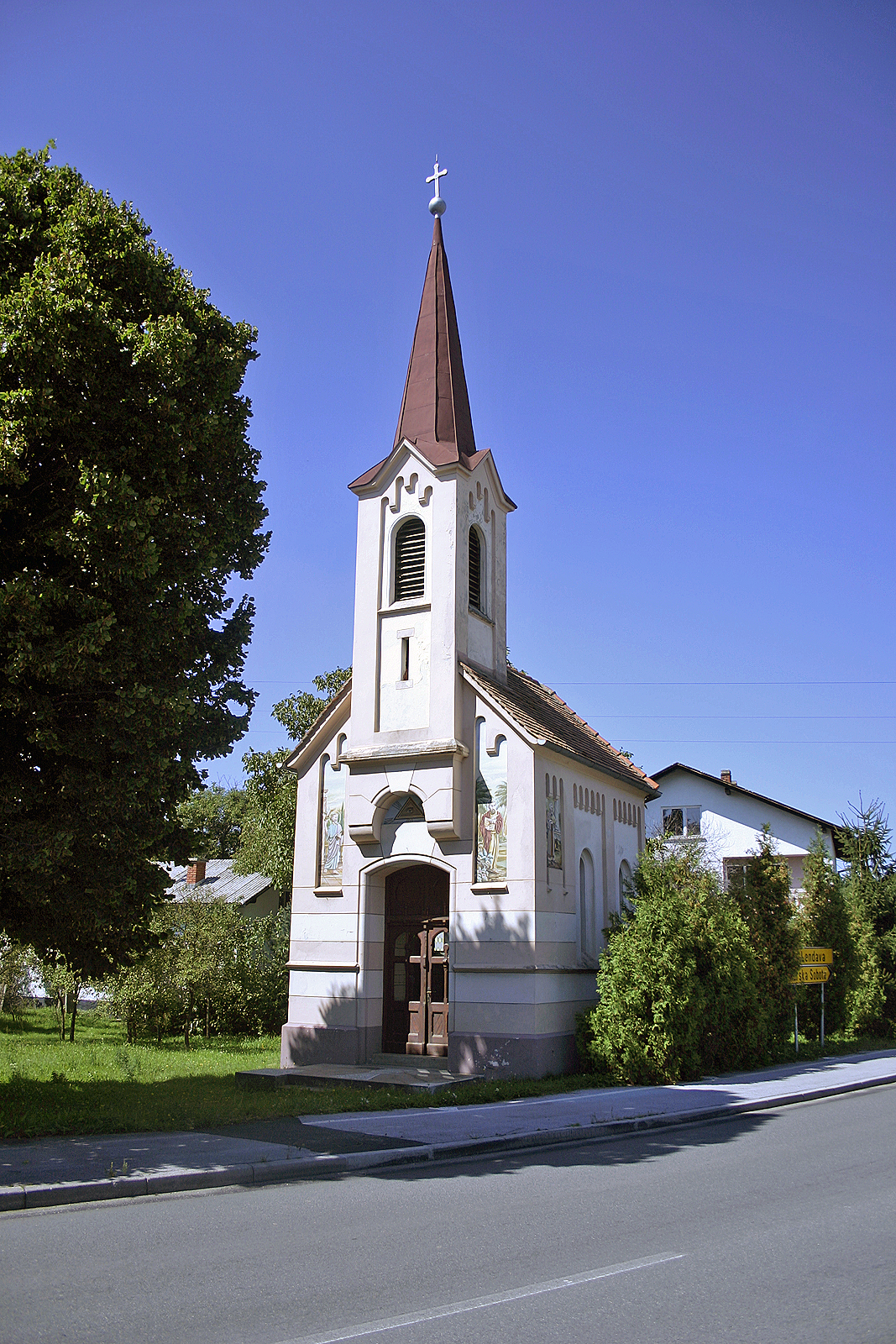
Rousova kapela